# McKinley (hrabstwo Taylor)
McKinley – miasto w Stanach Zjednoczonych, w stanie Wisconsin, w hrabstwie Taylor.